# حمیلا
حمیلا (شوش)، روستایی از توابع بخش شاوور شهرستان شوش در استان خوزستان ایران است.

## جمعیت
این روستا در دهستان آهودشت قرار دارد و براساس سرشماری مرکز آمار ایران در سال ۱۳۸۵، جمعیت آن ۵۵۰ نفر (۸۸خانوار) بوده است.